# Gitty Djamal
Gitty Djamal, auch Gitty Darugar oder Gitty Daruga (* 11. Mai 1936 in Teheran, Iran), ist eine iranisch-deutsche ehemalige Schauspielerin, die seit 1984 als Fotografin tätig ist.

## Leben
Gitty Darugar wurde in Teheran geboren, wo sie aufwuchs. Sie besuchte Schulen in mehreren Ländern, so beispielsweise in Devonshire (England), in Genf und Paris, sowie die École des Beaux-Arts in Nizza und die Hochschule für Schauspielkunst „Ernst Busch“ Berlin. Sie trat im Schlossparktheater, dem Schillertheater und weiteren Berliner Theatern auf. Der Film Lampenfieber von Kurt Hoffmann, mit Gustav Knuth, Henry Vahl und Elke Sommer war einer ihrer ersten Kinofilme. Dem Fernsehpublikum wurde sie 1968 als Lona Doria in der ARD-Fernsehserie Salto Mortale bekannt.
Nach einem Stage bei Sven Nykvist ist sie seit 1984 unter ihrem Geburtsnamen Gitty Darugar als professionelle Fotografin (Schwerpunkte: Porträt, Architekturaufnahmen) tätig. Ihre Werke wurden in mehreren Einzel- und Gruppenausstellungen, Buchpublikationen und in Zeitschriften veröffentlicht. Gitty Darugar lebt und arbeitet in der Schweiz.
Ausstellungen/Fotogalerien
Fotos von Darugar sind oder waren in den Kollektionen von Helmut Gersheim in Lugano, der Schweizerischen Stiftung für Fotografie, dem Centre Georges Pompidou und der Bibliothèque nationale in Paris zu sehen. Darüber hinaus gab es einige Ausstellungen in der Galerie d’Architecture (Paris 2000), beim Kunstverein Ludwigsburg (2002), der Kantonsbibliothek von Lugano (2010), in der Galerie Doria (2010/2011), und weiteren Expositionen zu sehen.

## Filmografie
- 1957: Eurydice (TV)
- 1958: Ein Glas Wasser (TV)
- 1960: Lampenfieber
- 1960: Die Fastnachtsbeichte
- 1961: Und Pippa tanzt (TV)
- 1962: Seelische Grausamkeit
- 1963: Zwei in einer Hafenstadt (TV)
- 1969: Mord nach der Oper (TV)
- 1969–1972: Salto Mortale (Fernsehserie, alle 18 Folgen)
- 1970: Graf Yoster gibt sich die Ehre (Fernsehserie, Folge Computer-Ballade)
- 1970: Die seltsamen Methoden des Franz Josef Wanninger (Fernsehserie, Folge Kidnapping)
- 1971: Komische Geschichten mit Georg Thomalla (Fernsehserie, 2 Folgen)
- 1971: Die Entführung (TV)
- 1972: Die Glücksspirale (TV)
- 1973: Die Tausender-Reportage (Fernsehserie, Folge Der Bilderdieb von Brüssel)
- 1973: Die drei Musketiere (The Three Musketeers)
- 1974: Der Kommissar (Fernsehserie, Folge Domanns Mörder)
- 1974: Sergeant Berry (Fernsehserie, Folge … und der Killer)
- 1974: Die vier Musketiere – Die Rache der Mylady (The Four Musketeers)
- 1976: Vier gegen die Bank (TV)
- 1978: Adoptionen (TV)
- 1978: Despair – Eine Reise ins Licht (Despair)
- 1978: Magere Zeiten (Fernsehserie, 2 Folgen)
- 1979: Die Protokolle des Herrn M. (Fernsehserie, Folge Ein Toter fährt nach München)
- 1979: Danke schön, es lebt sich (Fernsehserie)
- 1982: Ein Abend mit Georg Thomalla (Fernsehserie)
- 1987: Moselbrück (Fernsehserie, 2 Folgen)